# Власов, Владимир Емельянович
Владимир Емельянович Власов (16 июля 1920, Хвалынск — 17 июля 1995, Брест) — во время Великой Отечественной войны командир отделения разведки штабной батареи 194-го гвардейского артиллерийского полка 88-й гвардейской стрелковой дивизии 8-й гвардейской армии, гвардии старший сержант.
Заслуженный тренер Белорусской ССР, заслуженный деятель физической культуры Белорусской ССР. Награждён орденами Славы 3-х степеней, Отечественной войны 1-й степени, Красной Звезды, медалями.

## Биография
Родился 16 июля 1920 года в городе Хвалынск (ныне — Саратовской области). С марта 1921 года жил в городе Рославль Смоленской области. Окончил среднюю школу и железнодорожный техникум. Работал инструктором физкультуры на вагоноремонтном заводе.
В армии с 1940 года. Служил в артиллерии.
Участник Великой Отечественной войны с июня 1941 года. Воевал на Южном, Юго-Западном, Сталинградском, Донском, 3-м Украинском и 1-м Белорусском фронтах.
В должности командира отделения разведки штабной батареи 194-го гвардейского артиллерийского полка 10 мая 1944 года в районе населённого пункта Пугачены при отражении контратаки противника обеспечивал непрерывную разведку целей, которые подавлялись огнём нашей артиллерии. Был ранен, но остался на поле боя. 10 июня 1944 года награждён орденом Славы 3-й степени.
В составе войск 1-го Белорусского фронта 16 января 1945 года у населённого пункта Суха-Шляхецкая обнаружил 5 замаскированных батарей, несколько зенитных орудий, подавленных затем огнём нашей артиллерии. В ходе боя из личного оружия уничтожил 13 вражеских солдат. 2 марта 1945 года награждён орденом Славы 2-й степени.
В боях 17 апреля 1945 года в районе города Дольгелин выявлял цели, которые подавлялись артиллерией. При отражении контратаки противника истребил 7 солдат, подбил штурмовое орудие.
Указом Президиума Верховного Совета СССР от 15 мая 1946 года старший сержант Власов Владимир Емельянович награждён орденом Славы 1-й степени.
За время войны был пять раз ранен и дважды контужен. В декабре 1945 года старший сержант В. Е. Власов демобилизован.
Жил в городе Брест. С 1955 года работал директором областного Дома физкультуры, затем заместителем директора спортивного манежа в городе. Судья всесоюзной категории, воспитал 12 мастеров спорта СССР по боксу. Умер 17 июля 1995 года.